# Pycreus afrozonatus
Pycreus afrozonatus là loài thực vật có hoa trong họ Cói. Loài này được Lye miêu tả khoa học đầu tiên năm 1981.